# Juan Paulik
Juan Daniel Paulik (Buenos Aires, 8 de enero de 1940) es un militar argentino en situación de retiro con el grado de brigadier general. Fue jefe del Estado Mayor General de la Fuerza Aérea (JEMGFA) desde el 14 de julio de 1993 hasta el 23 de octubre de 1996.

## Biografía
Juan Daniel Paulik nació en la Ciudad de Buenos Aires en 8 de enero de 1940, fruto del matrimonio entre Juan Paulik y Olga Remenarova. Está casado.

### Carrera militar
Paulik ingresó a la Escuela de Aviación Militar en el año 1958, luego de finalizar sus estudios secundarios. Egresaría de dicha academia de formación militar en 1961 con el grado de alférez.

#### Primer vuelo transatlántico tricontinental
Desde el 4 al 10 de diciembre de 1973, ostentando la jerarquía de capitán, Juan Paulik participó del primer vuelo transatlántico tricontinental, partiendo desde América del Sur en la Ciudad de Buenos Aires y haciendo escala en Río Gallegos, luego en la Antártida en la Base Marambio, para finalmente llegar a Oceanía aterrizando en Christchurch, Nueva Zelanda y finalmente en Canberra, Australia.
Esta hazaño fue lograda utilizando un Lockheed C-130 Hercules y participó el siguiente personal de la Fuerza Aérea Argentina ocupando los siguientes cargos:
| Imagen | Jerarquía            | Nombre               | Cargo                                           |
| ------ | -------------------- | -------------------- | ----------------------------------------------- |
|        | Brigadier general    | Héctor Luis Fautario | Comandante general de la Fuerza Aérea Argentina |
|        | Comodoro             | Julio César Porcile  | Agregado Aeronáutico                            |
|        | Vicecomodoro         | José Apolo González  | Comandante de la Aeronave                       |
|        | Mayor                | Manuel M. Mir        | Agregado Aeronáutico                            |
|        | Mayor                | Salvador Alaimo      | Meteorólogo                                     |
|        | Capitán              | Juan Daniel Paulik   | Primer Piloto                                   |
|        | Capitán              | Héctor Cid           | Segundo Piloto                                  |
|        | Capitán              | Adrián José Speranza | Primer Navegador                                |
|        | Capitán              | Hugo César Meisner   | Segundo Navegador                               |
|        | Primer Teniente      | Jorge Valdecantos    | Navegador/Especialista en Supervivencia         |
|        | Suboficial Mayor     | Jorge R. Linder      | Operador Sistema de Entrega Aérea               |
|        | Suboficial Mayor     | Juan Bueno           | Fotógrafo                                       |
|        | Suboficial Principal | Pedro Bessero        | Primer Mecánico                                 |
|        | Suboficial Ayudante  | Juan Bautista Medero | Segundo Mecánico                                |

#### Polémica por vuelos a España
En el mes de diciembre de 1983 partieron dos aviones de la Fuerza Aérea hacia España, prácticamente al mismo tiempo en el que asumía el cargo de Presidente de la Nación Argentina Raúl Ricardo Alfonsín, una vez finalizado el régimen militar autodenominado Proceso de Reorganización Nacional. Una de las aeronaves fue piloteada por el aquel entonces vicecomodoro Juan Daniel Paulik. Hicieron escala en las Islas Canarias, Madrid y Zaragoza. Jamás fue registrado su paso por esas bases españolas y, además, fueron borrados los nombres de varios "pasajeros". Aparentemente, estos vuelos contaban con la complicidad de fuerzas argentinas y fuerzas del reino ibérico. Lo que trasladaron esos aviones se desconoce hasta la actualidad, se cree que se transportaron archivos vinculados a la represión ilegal en Argentina durante los años 1976 - 1983. El por aquel entonces juez de la Audiencia Nacional de Madrid, Baltasar Garzón analizó la existencia de presuntas complicidades para ocultar las escalas de los dos aviones de la Fuerza Aérea Argentina entre el Centro Superior de Información de la Defensa (CESID) y la cuarta Junta Militar de Gobierno Argentina integrada por el Almirante Rubén Oscar Franco el Brigadier General Augusto Jorge Hughes y el Teniente General Cristino Nicolaides.
En el sumario por la desaparición de 620 españoles durante esos años, existe la declaración de un testigo anónimo (no militar), que dejó sentado ante el hoy exjuez Garzón que "un Boeing 707, matrícula TC-92FAA, que tenía previsto partir a las ocho de la noche del día lunes 12 de diciembre de 1983, recién pudo hacerlo desde el Aeropuerto de Ezeiza a las 20.35 hora local, con destino final aparente en el Aeropuerto Internacional Ben Gurión de Israel y escalas técnicas previstas en los aeropuertos de Salvador (Brasil) y Gando, en Las Palmas de Gran Canaria". Sin embargo, estos vuelos no figuran en la foja militar de Paulik.

#### Jefe de la EAM
El 18 de julio de 1989 fue investido, en reemplazo del brigadier Jorge Francisco Martínez, con el cargo de director de la Escuela de Aviación Militar, ejerció dichas funciones hasta el 11 de diciembre de 1990, cuando fue sustituido por el Brigadier Otto Adolfo Ritondale.

#### Titular de la Fuerza Aérea Argentina
El 14 de julio de 1993, el presidente Carlos Saúl Menem llevó a cabo una renovación en los mandos de la Fuerza Aérea Argentina, entre esos mandos se encontraba el entonces jefe del Estado Mayor General de la Fuerza Aérea (JEMGFA), brigadier general José Antonio Juliá, quien fue pasado a retiro y susplantado en su cargo por el brigadier mayor Juan Daniel Paulik, quien posteriormente sería promovido a su grado inmediato superior.

#### Escándalo por ventas de armamento a Ecuador
Durante su mandato al frente de la aeronáutica tuvo lugar el escándalo por venta de armas a Ecuador y Croacia, por el cual fue procesado acusándoselo de incumplimiento de los deberes de funcionario público y encubrimiento por no haber impedido la salida de aviones desde el Aeropuerto Internacional de Ezeiza cargados con armas y municiones hacia Ecuador.
El agregado aeronáutico de Perú en la Argentina, apellidado López Alvarado, dijo que le comunicó al Brigadier Mayor Roberto Manuel De Saa, jefe de Inteligecia de la Fuerza Aérea, detalles sumamente específicos y puntuales respecto a los vuelos que partían de Ezeiza, la línea aérea que transportaba las armas (Fine Air) y otros detalles no menores.
De Saa, que comunicó esa novedad a sus superiores en el arma, hecho confirmado por otros oficiales (Benza y Quinteros), también sostuvieron que Paulik estaba al tanto de los vuelos. Se cree que el jefe aeronáutico conocía los detalles precisos de la maniobra y que podría haber intercedido para impedir y/o denunciar la salida de los aviones.
En consecuencia, quien estaba al frente de la causa, el juez federal Jorge Urso, fundó su resolución respecto de Paulik en que éste no habría "ordenado, como debía hacerlo, detener la salida del Aeropuesto de Ezeiza del cargamento de armas y munición en cuestión, pese al conocimiento de que tenía de las irregularidades que rodeaban el vuelo y de su posible destino, y el no haber denunciado el hecho, como era su obligación hacer".
Al declarar, Paulik declaró que tenía conocimiento de esos vuelos y que puso al tanto de los mismos al entonces Ministro de Defensa, Oscar Camilión, que luego sería procesado en la causa.

#### Declaraciones respecto a violaciones a los Derechos Humanos
El 3 de mayo de 1995, el Brigadier General Juan Daniel Paulik realizó una autocrítica por el accionar de la Fuerza Aérea Argentina durante el Proceso de Reorganización Nacional: 

se cometieron graves errores de procedimientos y también horrores en la lucha contra el terrorismo, horrores que fueron patrimonio de ambas partes… No es mi intención justificar lo injustificable, pero también es cierto que no resulta equitativo enjuiciar nuevamente a un solo actor sin vincularlo con el contexto en el cual estaba inmerso... Deseo enfatizar el total convencimiento de los integrantes de la Fuerza Aérea que el instrumento militar debe estar sujeto a los límites que marca el gobierno nacional, bajo el amparo de la Constitución y las leyes
Brigadier General Juan Daniel Paulik.

#### Pase a retiro
En el mes de octubre de 1996, el presidente Carlos Menem decidió renovar las cúpulas militares de la Armada de la República Argentina y de la Fuerza Aérea Argentina. El cargo que dejó Paulik fue ocupado por el Brigadier Mayor Rubén Mario Montenegro, quien ejercía el cargo de Comandante de Operaciones. El flamante Jefe del Estado Mayor General de la Fuerza Aérea Argentina tomó posesión de su nuevo cargo el 23 de octubre de 1996, coincidiendo con el pase a retiro del Brigadier General Juan Daniel Paulik. Montenegro sería promovido a su grado inmediato superior a finales de 1996.

### Después del retiro
Después de pasar a situación de retiro, Juan Paulik estuvo procesado por el escándalo de ventas de armas a Ecuador y Croacia. Tras dieciséis años de investigación y habiendo asistido a casi todas las audiencias, el 13 de septiembre de 2011 el brigadier general (R) Juan Paulik quedó absuelto junto a los principales imputados, Oscar Camilión y Carlos Menem de los cargos que pesaban en su contra. Una vez absuelto, Juan Daniel Paulik promovió una querella por falso testimonio contra el Brigadier Mayor (R) Roberto Manuel De Saa, según lo solicitó el extitular de la aeronáutica al tribunal.